# Lionel Sanders
Lionel Sanders (Windsor, 22 de febrero de 1988) es un deportista canadiense que compite en triatlón.
Ganó una medalla de oro en el Campeonato Mundial de Triatlón de Larga Distancia de 2017. Además, obtuvo dos medallas de plata en el Campeonato Mundial de Ironman, en los años 2017 y 2021, y una medalla de plata en el Campeonato Europeo de Ironman 70.3 de 2016.

## Palmarés internacional
| Campeonato Mundial | Campeonato Mundial | Campeonato Mundial | Campeonato Mundial |
| Año                | Lugar              | Medalla            | Prueba             |
| ------------------ | ------------------ | ------------------ | ------------------ |
| 2017               | Penticton (Canadá) | Medalla de oro     | Individual         |

| Campeonato Mundial | Campeonato Mundial          | Campeonato Mundial | Campeonato Mundial |
| Año                | Lugar                       | Medalla            | Prueba             |
| ------------------ | --------------------------- | ------------------ | ------------------ |
| 2017               | Hawái (Estados Unidos)      | Medalla de plata   | Individual         |
| 2021               | St. George (Estados Unidos) | Medalla de plata   | Individual         |

| Campeonato Europeo | Campeonato Europeo   | Campeonato Europeo | Campeonato Europeo |
| Año                | Lugar                | Medalla            | Prueba             |
| ------------------ | -------------------- | ------------------ | ------------------ |
| 2016               | Wiesbaden (Alemania) | Medalla de plata   | Individual         |